# Albese con Cassano
Albese con Cassano (lombardul: Albes con Cassan) település Olaszországban, Lombardia régióban, Como megyében. Lakosainak száma 4175 fő (2023. január 1.). Albese con Cassano Albavilla, Orsenigo, Tavernerio, Montorfano és Faggeto Lario községekkel határos.

## Népesség
A település népességének változása:
| Lakosok száma | 4261 | 4251 | 4175 |
|               | 2017 | 2018 | 2023 |